# Xiong Qinglai
Xiong Qinglai, ou Hiong King-Lai (chinois simplifié : 熊庆来 ; chinois traditionnel : 熊慶來 ; pinyin : Xióng Qìnglái ; Wade : Hsiung Ch'ing-lai, 20 octobre 1893-3 février 1969), prénom social Dizhi (迪之), est un mathématicien chinois. Il a été le premier à introduire des mathématiques modernes en Chine, et a servi comme un président influent de l'Université du Yunnan de 1937 à 1947. Un timbre chinois a été émis en son honneur en 1992.

## Biographie
Xiong Qinglai est originaire du Xian de Mile, dans la province du Yunnan. Il étudie à partir de 1907, dans une école secondaire à Kunming. À partir de 1911, il apprend le français et part ensuite étudier à partir de 1913 en Belgique. Après le déclenchement de la Première Guerre mondiale, il part en France et étudié aux universités de Grenoble, Paris, Montpellier et Marseille.
Xiong a donc étudié en Europe pendant huit ans (de 1913 à 1921), avant de retourner en Chine pour enseigner. À cette époque, les mathématiques chinoises de niveau universitaire étaient comparables seulement aux mathématiques du secondaire en Occident. En 1921, il crée le département de mathématiques de l'Université nationale du Sud-est (plus tard renommée Université nationale centrale puis Université de Nankin), et il commence son entreprise de rédaction de plus d'une dizaine de manuels sur la géométrie, le calcul intégral, les équations différentielles, la mécanique, etc. C'était la première tentative de l'histoire pour introduire des mathématiques modernes dans les manuels chinois. En 1926, Xiong est devenu professeur de mathématiques à l'Université Tsinghua, où il a influencé le chemin de Hua Luogeng, qui devint plus tard un autre éminent mathématicien.
En 1932, il participe au Congrès international des mathématiciens à Zurich et part ensuite à Paris, où il obtient son doctorat en 1934 sous la direction de Georges Valiron.
En juillet 1935, en collaboration avec d'autres grands mathématiciens chinois dont Feng Zuxun, Su Buqing, Chen Jiangong, et Hu Dunfu, il fonde la Société mathématique chinoise lors d'une réunion tenue dans la bibliothèque de la NCTU.
Il fonde, avec d'autres mathématiciens la revue Acta Mathematica Sinica renommée Chinese Journal of Mathematics.
En 1949, il repart pour la troisième fois en France. Il y participe à une conférence de l'UNESCO . Ensuite, il a poursuivi ses travaux scientifiques à Paris. Bien qu'ayant subi en 1951 une hémorragie cérébrale laissant sa main droite paralysée, il demeure toujours actif dans la recherche. En 1957, il retourne à Pékin et il est professeur et directeur du département de théorie des fonctions de l'Institut de mathématiques de l'Académie chinoise des sciences. Il est en 1959 et 1964, membre de la troisième et de la quatrième Conférence consultative politique du peuple chinois.
Xiong a été persécuté à mort en 1969, lors de la Révolution culturelle.

## Publications
- Selected mathematical papers, 1987.
- Sur les fonctions méromorphes et les fonctions algébroïdes extensions d'un théorème de M. R. Nevanlinna....
- Sur un problème de M. Montel concernant la théorie des familles normales de fonctions.